# Rødekro
Rødekro (en alemán: Rothenkrug) es un poblado ferroviario danés perteneciente al municipio de Aabenraa, en la región de Dinamarca Meridional.
Tiene 6094 habitantes en 2016, lo que lo convierte en la segunda localidad más importante del municipio tras la capital municipal Aabenraa.
Se sitúa en la periferia noroccidental de la capital municipal Aabenraa. La autovía E45, que une Frederikshavn con Alemania, separa ambas localidades.